# Lemaireia schintlemeisteri
Lemaireia schintlemeisteri är en fjärilsart som beskrevs av Nassig och Lampe. Lemaireia schintlemeisteri ingår i släktet Lemaireia och familjen påfågelsspinnare. Inga underarter finns listade i Catalogue of Life.